# Promieniowce
Promieniowce (typ Actinobacteria, według dawnej systematyki rząd Actinomycetales) – organizmy prokariotyczne, tworzące rząd Gram-dodatnich bakterii. Do grupy tej należą również patogeny, wywołujące choroby ludzi, zwierząt i roślin. Niektóre gatunki tworzą symbiozę z roślinami wyższymi (np. z olchami) i wiążą azot atmosferyczny.

## Występowanie
Głównym miejscem występowania promieniowców jest gleba, aczkolwiek cechuje je duża różnorodność miejsc występowania, co może świadczyć o bardzo dobrych zdolnościach adaptacyjnych tych organizmów do panujących warunków środowiska. Występują także w korzeniach roślin, opadłych liściach, piasku pustynnym, mrowiskach i lodowcach. Naukowcy z dziewięciu próbek piasku pustynnego wyizolowali 335 szczepów promieniowców. Promieniowce występują również w morzach i oceanach, wytwarzają one często metabolity odmienne niż te, które występują w glebie.

## Charakterystyka
Posiadają nieregularną, cylindryczną budowę z tendencją do rozgałęziania się, co upodabnia je do grzybów nitkowatych. Ze splątków nitek powstaje pseudogrzybnia (pseudomycelium), która może być powierzchniowa, wgłębna lub powietrzna. Promieniowce rozmnażają się przez podział (fragmentację) pseudogrzybni, czyli wytworzenie zarodników pseudokonidialnych, jak również przez podział poprzeczny pseudostrzępek. Występują wśród nich gatunki mogące wchodzić w symbiozę z roślinami wyższymi i wiążące azot atmosferyczny, jak również patogeny, wywołujące choroby ludzi, zwierząt i roślin. Większość z nich jest tlenowa i kwasooporna. Mają nieodporne na wysoką temperaturę spory (poza jednym wyjątkiem - Thermoactinomyces vulgaris), wytrzymujące jednak dobrze wysychanie. Przyczyniają się do rozkładu resztek roślinnych i zwierzęcych, polisacharydów oraz związków trudno rozkładalnych, jak sterydy, celuloza, chityna, wyższe kwasy tłuszczowe czy związki aromatyczne. Wytwarzają antybiotyki (zwłaszcza gatunki z rodzaju Streptomyces - np. streptomycynę, terramycynę), syntetyzują pestycydy, insektycydy oraz związki chemiczne o działaniu przeciwwirusowym. Produkują geosminę, odpowiedzialną za charakterystyczny zapach świeżo zaoranej gleby.
Łacińska nazwa promieniowców pochodzi od opisanego po raz pierwszy gatunku Actinomyces bovis, wywołującego u bydła chorobę aktynomikozę (promienicę).

## Systematyka
Do typu Actinobacteria zaliczana jest tylko jedna klasa o identycznej nazwie Actinobacteria (Stackebrandt et al. 1997) dzieląca się na podklasy:
- Acidimicrobidae
- Actinobacteridae
- Coriobacteridae
- Rubrobacteridae
- Sphaerobacteridae

Wybrane rodzaje:
- Actinomyces
- Arthrobacter
- Corynebacterium
- Frankia
- Micrococcus
- Micromonospora
- Mycobacterium
- Nocardia
- Propionibacterium
- Streptomyces

## Wytwarzanie antybiotyków
Promieniowce są czołowymi producentami związków bioaktywnych, w tym o działaniu przeciwbakteryjnym, przeciwgrzybiczym, przeciwrobaczym, przeciwnowotworowym, przeciwwirusowym. Na podstawie dotychczasowych badań ustalono, że 80% poznanych antybiotyków pochodzenia naturalnego to metabolity promieniowców.
Przykłady antybiotyków produkowanych przez promieniowce:
- Streptomycyna
- Kanamycyna
- Neomycyna
- Erytromycyna
- Daptomycyna
- Linkomycyna
- Oleandomycyna
- Cykloseryna
- Tetracyklina
- Wankomycyna